# Maximum Security
Maximum Security — второй студийный альбом Тони Макалпина, вышедший в 1987 году.

## Об альбоме
Maximum Security также, как и предыдущий, был записан на небольшой студии Prairie Sun неподалёку от Сан-Франциско, и сведен на Fantasy Studio. В процессе записи Тони Макалпин использовал, в частности, гитару B.C. Rich, зелёного цвета, фотографию которой можно увидеть на обратной стороне конверта.
В качестве приглашённых гостей в записи участвовали Джордж Линч и Джефф Уотсон, которые исполнили три композиции на альбоме. Две из них, как указывал сам Макалпин, написаны под влиянием этих двух его любимых гитаристов: это Tears of Sahara и The King’s Cup.
Из интервью Тони Макалпина:
 «Я писал Tears of Sahara держа в уме Джорджа…и писал The King’s Cup, держа в уме Джеффа Уотсона» 
Песня Autumn Lords по версии DigitalDreamDoor входит в расширенный список 100 величайших инструментальных композиций в роке, за номером 324.

## Список композиций

обратная сторона конверта

Слова и музыка всех песен — Тони Макалпин, кроме отмеченных.
| №   | Название                             | Длительность |
| --- | ------------------------------------ | ------------ |
| 1.  | «Autumn Lords»                       | 3:26         |
| 2.  | «Hundreds of Thousands»              | 3:15         |
| 3.  | «Tears of Sahara»                    | 3:46         |
| 4.  | «Key to the City»                    | 4:38         |
| 5.  | «The Time and the Test»              | 2:39         |
| 6.  | «The King's Cup»                     | 3:27         |
| 7.  | «Sacred Wonder»                      | 4:13         |
| 8.  | «Etude #4 Opus #10» (Фредерик Шопен) | 2:05         |
| 9.  | «The Vision»                         | 3:30         |
| 10. | «Dreamstate»                         | 3:28         |
| 11. | «Porcelain Doll»                     | 4:26         |

## Участники записи
- Тони Макалпин — гитары, бас-гитара, клавишные
- Дин Кастроново (ex-Journey) — барабаны
- Атма Анур — барабаны
- Джордж Линч (ex-Dokken) — гитара (3,9)
- Джефф Уотсон (ex-Night Ranger) — гитара (6)